# Kumla község
Kumla község (svédül: Kumla kommun) Svédország 290 községének egyike. 
A mai község 1971-ben jött létre.

## Települései
A községben 6 település található:
| Település    | Népesség | Megjegyzés         |
| ------------ | -------- | ------------------ |
| Kumla        |          | a község székhelye |
| Ekeby        |          |                    |
| Hällabrottet |          |                    |
| Kvarntorp    |          |                    |
| Sannahed     |          |                    |
| Åbytorp      |          |                    |

### Külső hivatkozások
- Hivatalos honlap